# Marquetalia (ort)
Marquetalia är en ort i Colombia.   Den ligger i departementet Caldas, i den centrala delen av landet, 130 km nordväst om huvudstaden Bogotá. Marquetalia ligger 1 554 meter över havet och antalet invånare är 6 224.
Terrängen runt Marquetalia är varierad, och sluttar österut. Runt Marquetalia är det ganska tätbefolkat, med 172 invånare per kvadratkilometer. Närmaste större samhälle är Fresno, 16,1 km söder om Marquetalia. I omgivningarna runt Marquetalia växer i huvudsak städsegrön lövskog.